# توقع جوي
توقع حالة الطقس أو التنبؤ بحالة الطقس: هو تطبيق العلم والتقنية، لمعرفة حالة الغلاف الجوي مقت لاحق بالنسبة لموقع معين. منذ آلاف السنين حاول الإنسان أن يتنبأ بحالة الطقس وفي بعض الحضارات استخدم علم النجوم والفلك لهذا الغرض.
أنشأ أول مركز رسمي خاص بالأرصاد والتنبؤات الجوية في القرن التاسع عشر. للتنبؤ بحالة الطقس بالنسبة لمكان معين؛ أولا، يجب الإحاطة التامة بالحالة الجوية في الوقت الراهن- الحالة الحاضرة للجو- للعوامل الجوية (درجة الحرارة والرطوبة وسرعة واتجاه الرياح والضغط الجوي وغيرها)، ثانيا، وأن يكون على دراية تامة بالقوانين الطبيعية المتحكمة بتغيرات الأحوال الجوية.
التنوع في مجالات استخدام التنبؤات الجوية لا يحصى، كالتحذيرات الجوية؛ لأنها تحمي تقلل من الخسائر المادية في الأرواح والممتلكات. التنبؤات الجوية التي تتركز على معرفة درجة الحرارة واحتمال هطول الأمطار ضرورية في المجال الزراعي وبالتالي على التجار داخل أسواق السلع الأساسية، توقعات درجات الحرارة تستخدم بواسطة شركات المرافق العامة لتقدير الطلب على مدى الأيام المقبلة.
أحد الاستخدامات الشائعة لتوقع حالة الطقس هي تحديد الملابس المناسبة ليوم معين؛ بما أن الأنشطة في الطلق قد تتقلص بسبب الأمطار الغزيرة أوالثلوج أوالرياح أوالبرد، لذلك يمكن استخدام التنبؤات الجوية لوضع خطة لمواعيد وأماكن الأنشطة المختلفة خلال تلك الظروف الجوية.

## تاريخيا
في عام 650 قبل الميلاد كان البابليون يتوقعون حالة الطقس بالنظر لتشكيلات السحب والغيوم في السماء، كما استخدموا علم الفلك والنجوم. في حوالي عام 340 ق م وصف أرسطو الأنماط الجوية في كتابه دراسة الجو Meteorologica. لاحقا ألف ثيوفراستوس كتابا عن التنبؤات الجوية أسماه كتاب الدلائل Signs. في حضارات الشرق وجد أن التنبؤ الجوي في التراث الشعبي الصيني يمتد منذ عام 300 قبل الميلاد. ولايقل إسهام المسلمين في علم الأرصاد الجوية عموما وفي التنبؤ الجوي خصوصا عن غيرها من العلوم التي برع فيها المسلمون، ومنهم ابن وحشية الذي ناقش في كتابه الفلاحة النبطية في عام 904 التنبؤ بالتغير في حالة الطقس والاستدلال عليها بواسطة علم الفلك وتوقع هطول الأمطار من ملاحظة المراحل القمرية ودلالات حركة.
طرق التنبؤات الجوية في الحضارات القديمة اعتمدت غالبا على ملاحظة أنماط الأحداث الجوية وتمييزها. على سبيل المثال عندما يكون لون السماء وقت الغروب أحمر، فإن اليوم التالي غالبا ما يكون صحو ومشمس. هذه الخبرة تراكمت عبر أجيال عديدة لتنتج معتقدات تقليدية للتنبؤ بالطقس. بالرغم من ذلك، لم يتم إثبات صحة جميع تلك المعتقدات ومعظمها لا يستند على اختبارات إحصائية دقيقة.
في عام 1835 اخترعت آلة البرق الكهربائية (التلغراف Telegraph)، وبذلك انطلق عهد التنبؤات الجوية الحديثة. حيث أنه قبل هذا الحدث لم يكن من الممكن نقل المعلومات عن الطقس الحالي بوسيلة أسرع من القطار البخاري. يسراستخدام آلة البرق الكهربائية نقل التقارير الجوية عن حالة الطقس من مناطق شاسعة لتصل بشكل فوري تقريبا - ثوان معدودة- وذلك في أواخر عام 1840.
من أهم الشخصيات التي كان لها الفضل في نشأ علم التنبؤات الجوية، فرانسيس بيفورت (وضع مقياس بيفورت) والبرتغالي روبرت فرتزروي FitzRoy (قام بتطوير مقياس فرتزروي للضغط الجوي "فرتزروي بارومتر").
كانا من الرجال ذوي النفوذ في البحرية البريطانية والدوائر الحكومية، وعلى الرغم من سخرية الصحافة في ذلك الوقت، حصلت أعمالهما على القبول العلمي وتم اعتمادها في البحرية الملكية. وبذلك وضعت اللبنة الأساسية لعلم التنبؤات الجوية الحالية.
تطور علم الأرصاد الجوية بشكل مذهل خلال القرن العشرين. في عام 1922 اقترح لويس فري رتشاردسون إمكانية التنبؤات الجوية العددية، بواسطة الحاسبات الآلية الضخمة Supercomputer -لم تكن موجودة في ذلك الوقت- التي تقوم بعمليات حسابية معقدة جدا لإنتاج نماذج التنبؤات قبل وقوع الأحداث الجوية. في حين أن الاستخدام الفعلي للتنبؤات الجوية العددية عام 1955، ساعد على ذلك التطور الكبير في مجال برمجة الحاسبات الآلية.

## كيف تنتج النماذج العددية التنبؤات الجوية ؟

### جمع البيانات
المشاهدات الجوية السطحية (على مستوى سطح البحر) للضغط الجوي ودرجة حرارة الهواء وسرعة واتجاه الرياح والرطوبة والتهطال تم تسجيلها قريبا من مستوى سطح الأرض بواسطة مراقبين جويين مدربين ومحطات آلية والعوامات.
تقوم المنظمة العالمية للأرصاد الجوية WMO-World Meteorological Organization بتقييم الأدوات والاختبارات الخاصة بالمشاهدات الجوية والأوقات المناسبة لها والتي تطبق على مستوى العالم. ترسل المحطات تقارير طقسية كل ساعة METAR أو كل ست ساعات SYNOP.
قياسات درجة الحرارة والرطوبة والرياح فوق مستوى سطح البحر تتم بواسطة المسبار اللاسلكي في البالونات الرصدية. في السنوات الأخيرة أصبحت القياسات الرصدية فوق سطح البحر ترسل بواسطة الطائرات التجارية من خلال نظام نقل المعلومات الرصدية في الطائرات لتستخدم في إنشاء نماذج التنبؤات العددية.
أسهمت الأقمار الصناعية إسهاما فعالا منذ أن دخلت مجال الأرصاد الجوية في عام 1960،حيث تم في ذلك العام إطلاق أول قمر صناعي للرصد الجوي، هو القمر الأمريكي تيروس-1 (Tiros-1) ،وتبعه إطلاق العديد من الأقمارالأمريكية والسوفيتية والأوروبية وغيرها، وأصبحت الأقمارالصناعية الرصدية إحدى أهم الأساليب الحديثة التي مكنت من تحديد الكثير من الخصائص الجوية العلوية والسطحية (أجناس السحب وأنواعها، اتجاه الرياح وسرعتها، درجة حرارة السطح... إلخ) ،كما أن البيانات التي ترسلها تشمل معظم أجزاء الكرة الأرضية. لمتابعة تطورالمنخفضات الجبهية يستخدم الرصديون صور الضوء المرئي (Visible Light Images) ،كما أن جزء من هذه المعلومات تستخدم في نماذج التنبؤات الجوية العددية، بينما توفر صور الأشعة تحت الحمراء (IR) معلومات عن درجة الحرارة على سطح الأرض وقمم السحب.
يمكن تتبع حركة السحب خلال فترة زمنية لمعرفة اتجاه وسرعة الرياح. الأقمار الصناعية القطبية المدار، والثابتة تقوم بجمع بيانات درجة الحرارة، والرطوبة في الجو العلوي (مستويات ضغط مختلفة في عمق الغلاف الجوي) وتتم مقارنتها مع بيانات مماثلة من المسبار اللاسلكي (Radiosonde)، حيث أن بيانات الأقمار الصناعية لها ميزة التغطية العالمية، ولكن بدقة وجودة أقل.
الرادارات الرصدية توفر معلومات عن مكان وكثافة الأمطار، تستخدم تلك المعلومات في تقدير كمية المياه المتجمعة على مدى الزمن. بالإضافة إلى إمكانية تحديد اتجاه وسرعة الرياح السطحية والعلوية بواسطة رادار دوبلرالطقسي النبضي Pulse Doppler Weather Radar.
تنبؤات الطقس الحديثة أسهمت في عمليات الإجلاء في الوقت المناسب وبذلك ساعدت في إنقاذ الأرواح والممتلكات.

### تحليل البيانات
خلال عملية تحليل البيانات تستخدم المعلومات التي تم جمعها من الرصدات الجوية
بالتزامن مع نموذج التنبؤات العددي الأحدث بالنسبة لوقت تسجيل الرصدات الجوية حيث أنها تتضمن معلومات عن الرصدات الجوية في الوقت السابق. يتم استخدام ما سبق في وضع نماذج ثلاثية الأبعاد تمثل درجة الحرارة، والرطوبة، والرياح تسمى التحليل الرصدي، وهو تقييم النموذج للحالة الجوية في الوقت الحالي.

### التنبؤات الجوية العددية
نماذج التنبؤات الجوية العددية عبارة عن محاكاة الحاسوب لتغيرات الغلاف الجوي.
وذلك بواسطة استخدام التحليل الرصدي (البيانات التي تم تحليلها) كنقطة بداية للنموذج ومن ثم تطبق معادلات الفيزياء وحركة الموائع لمعرفة ما ستؤول إليه حالة الطقس في الفترة المقبلة من الزمن. تلك المعادلات من الصعوبة والتعقيد بحيث أنها تتطلب أجهزة حاسوب فائقة (Super Computers) لتحليل تغير الحالة الفيزيائية للموائع بمرور الزمن. المخرجات من هذه المرحلة توفراللبنة الأساسية للتنبؤات الجوية.

## التقنيات

### الاستمرار(الثبات)
أبسط طرق التنبؤات الجوية، هي التنبؤ بحالة الطقس لليوم التالي بناء على الظروف الجوية الحالية (استمرار الحالة الجوية، اليوم = غدا). يمكن تطبيق هذه الطريقة للتنبؤ عند استقرارالحالة الجوية، كفصل الصيف في العروض المدارية. هذه الطريقة للتنبؤ تعتمد بشكل كبير على استقرار الطقس، ويمكن أن تكون مفيدة للتنبؤات القريبة.

### استخدام مقياس الضغط الجوي(البارومتر)
استخدم الضغط الجوي والتغير في الضغط الجوي منذ أواخرالقرن التاسع عشر، كلما زاد التغير في الضغط الجوي (وخصوصا عندما يزيد عن 3.5 هيكتوباسكال)
كلما زاد احتمال تغير حالة الطقس. إذا هبط الضغط الجوي بسرعة، دل ذلك على منخفض جوي وارتفاع فرص هطول الأمطار. كما أن ارتفاع الضغط الجوي السريع يصاحب تحسن حالة الطقس واستقراره.

### النظر إلى السماء
إلى جانب استخدام تغيرالضغط الجوي اعتبرت مراقبة الظروف الجوية إحدى أهم العناصر الجوية المستخدمة في التنبؤ الجوي في المناطق الجبلية، سمك غطاء السحب أو تواجد السحب ذات القمم المرتفعة يشير إلى احتمال هطول الأمطار في المستقبل القريب. تكون الضباب في الصباح الباكر يدل على جو صحو بقية اليوم، كما أن الظروف المواتية لهطول الأمطار مثل الرياح أوتشكل السحب تحول دون تكون الضباب.
قدوم العواصف الرعدية يمكن أن يشيرإلى اقتراب الجبهة الباردة. السماء الخالية من السحب تدل على جو صحو في المستقبل القريب. إن استخدام هذه الطريقة في التنبؤ الجوي أدى إلى خبرات (تقاليد) رصدية متنوعة (Weather Lore)على مر القرون.

### التنبؤ القصير المدى
هو التنبؤ بحالة الطقس للست ساعات القادمة، خلال هذا المدى الزمني بالإمكان التنبؤ بالأمطار المتوسطة المتفرقة والعواصف الرعدية بدقة بالإضافة إلى إمكانية التنبؤ بالحالة الجوية في نطاق زمني ضيق – لايمكن استخدام نماذج التنبؤات العددية-.
باستخدام أحدث صورالرادار والأقمار الصناعية وتقارير المشاهدات الطقسية الحالية سوف يكون بإمكان شخص مؤهل أن يقوم بتحليل هذه البيانات وتوقع حالة الطقس لبضع ساعات لاحقة.

#### أهم الخطوات
1. الملاحظة الشخصية للطقس
2. تحليل الخرائط السينوبية (السطحية والعلوية)

#### مراحل التنبؤ
- إعداد خرائط التنبؤ، حركة المظاهر الجوية وتطورها
- تحليل الخرائط؛ لتحديد الحالة الجوية المتوقعة

### استخدام التنبؤات العددية
في الماضي كان المتنبؤن الجويون مسؤولون عن إنتاج تنبؤ جوي شامل اعتمادا على المشاهدات الطقسية المتوفرة. في الوقت الحاضر أصبح الأمر يقتصرعلى اختيار نموذج استنادا إلى عناصرمختلفة، مثل عيوب النموذج (نسبة الخطأ) والكفاءة.
للتقليل من نسبة الخطأ في النماذج العددية، يعتمد المتنبئ على سلسلة خرائط الطقس السابقة حتى يلاحظ ويحدد التغير المتتابع لحالة الطقس حيث أنه لا يتغير بصورة عشوائية.
يقوم المتنبئ بترجمة بيانات النماذج العددية إلى تنبؤات جوية يستوعبها الشخص غير المتخصص. يمكن أن يستخدم المتنبئ المعرفة بالتأثيرات المحلية التي قد تكون بسيطة جدا كي يلاحظها النموذج، ليضيف معلومات أكثر دقة للتنبؤات الجوية.
لكن مع تنامي دقة النماذج العددية؛ يتقلص دورالعنصرالبشري في بعض مراحل إنشاء النماذج العددية، وبالرغم من ذلك ما زالت هناك حاجة لتدخل الإنسان.

### تقنية التشابه
هي طريقة معقدة لإنشاء تنبؤ جوي، تتطلب سلسلة من خرائط الطقس السابقة، حتى يمكن معرفة مدى تسارع حركة بعض الظواهر الجوية الرئيسة الفعالة ووجهتها. هذه الطريقة في التنبؤ لا تستخدم غالبا؛ لأنه من النادر الحصول على تطابق بين أي نموذجين من الطقس.
وهي طريقة مفيدة لمراقبة الهطول على المحيطات، وأيضا في التنبؤ بنسبة وكمية الهطول في المستقبل، تستخدم تقنية مماثلة في التنبؤات الجوية متوسطة المدى، مثالا على ذلك ظاهرة النينو.
مع أن نموذج التنبؤات يتوقع تفاصيل الطقس بشكل تسلسلي، إلا أن الأخطاء في النموذج أمر حتمي؛ وذلك يعود إلى عدم استقرار الغلاف الجوي وعدم دقة البيانات الأولية.

### مجموعة التنبؤ
على الرغم من أن نموذج التنبؤات يتوقع ملامح تطور [[الطقس في المستقبل البعيد، إلا أنه لا مفر من الأخطاء في التوقعات، التي سوف تستمر في النمو لا محالة مع مرور الوقت بسبب الطبيعة العشوائية للغلاف الجوي، وعدم دقة بعض الملاحظات الأولية. التفاصيل التي يمكن التنبؤ بها تصبح أقل بمرور الزمن، مع ا زدياد أخطاء النموذج. لذلك إذا لم يتم تقليص نسبة الخطأ في النموذج، فإنه يصل إلى نقطة تصبح فيها نسبة الخطأ كبيرة لدرجة أن التوقعات لاتتناسب مع الحالة الراهنة للغلاف الجوي.
مع ذلك، النظر في نموذج واحد من التوقعات (مثلا الساعة 058)، ليس مؤشر على صحة التوقعات. مجموعة التنبؤات تتطلب إنتاج العديد من التوقعات لتعكس الشكوك الأولية في حالة الغلاف الجوي (يعود ذلك إلى أخطاء في المشاهدات، وعدم أخذ عينات كافية). عدم دقة التوقعات، يمكن أن يتم تقييمه من جانب مجموعة من التوقعات لفترات زمنية مختلفة.
المجموعات أو المراكز التي تقوم بعمل تقارير التنبؤات الجوية، تستخدم بصورة متزايدة عمليات التنبؤ بالطقس (على سبيل المثال، في المركز الأوروبي للتنبؤات الجوية المتوسطة المدى (ECMWF)، والمركز الوطني للتنبؤات البيئية (NCEP)، والمركزالكندي للتنبؤ.
معظم المستفيدين من التوقعات الطقسية هم من أفراد الجمهور. العواصف الرعدية يمكن أن تسبب الرياح الشديدة الصواعق الخطرة التي يمكن أن تؤدي إلى وفيات، وانقطاع التيار الكهربائي، إلى جانب الأضرارالمتفاوتة التي تسببها حبات البرد على نطاق واسع. الثلوج أوالأمطارالغزيرة يمكن أن تسبب توقف النشاط التجاري وطرق النقل والمواصلات، كما تسبب الفيضانات في الأراضي المنخفضة أضرارا مشابهة. موجات الحرارة أوالبرودة المفرطة يمكن أن تسبب اعتلالا في الصحة، أو الموت، للأشخاص في حالة عدم توفرالمرافق اللازمة، وحالات الجفاف يمكن أن تؤثر في استخدام المياه، وتدمير الغطاء النباتي.
تلجأ العديد من الدول إلى توظيف الوكالات الحكومية لتزويد الجمهور بالتنبؤات، والمشاهدات، وتحذيرات، والإرشادات من أجل حماية الأرواح والممتلكات والمحافظة على المصالح التجارية. معرفة ما هي الغاية من احتياجات المستخدمين من التنبؤات الجوية، يجب أن تؤخذ في الاعتبار لتقديم معلومات مفيدة ومفهومة. من المنافذ التقليدية الرئيسة لعرض توقعات الطقس للجمهور، الصحيفة، والتلفاز، والإذاعة. حاليا تستخدم الشبكة العنكبوتية العالمية؛ بسبب الكمية الهائلة من المعلومات التي يمكن الاطلاع عليها. وعلى
كل حال، فإن هذه المنافذ تقوم بتحديث التنبؤات يوميا عن طريق المراكز والهيئات المختصة.

## الاستخدامات الشائعة

### التحذيرات والإنذارات الخاصة بالظروف الجوية الخطرة
الجزء المهم من التنبؤ الجوي الحديث هو الإنذار والتحذير في الأحوال الجوية الخطرة، وهو من ضمن الخدمات التي تقدمها المراكزالرصدية في حال توقع أحوال جوية صعبة، كإجراء احترازي للحفاظ على الأرواح والممتلكات. من التحذيرات الشائعة للأحوال الخطرة، التحذير من العواصف الرعدية القوية والأعاصير.
أنواع أخرى من التحذيرات تشمل الطقس الشتوي، والرياح القوية، والفيضانات، والأعاصير، والضباب. يتم بث التحذيرات والتنبيهات الخاصة بالطقس في وسائل الإعلام، بما في ذلك الإذاعة، وذلك باستخدام أنظمة الطوارئ كنظام إنذار، والذي يقسم إلى عدة برامج.

### حركة الطيران
بما أن صناعة الطيران حساسة بوجه خاص لأحوال الطقس؛ فإن دقة التنبؤات الجوية تعتبر أمرا ضروريا للغاية. الضباب أو بعض السحب المنخفضة الاستثنائية؛ قد تمنع هبوط أو إقلاع العديد من الطائرات، بالإضافة إلى المطبات الهوائية والجليد التي تؤثر سلبيا على حركة الطيران. العواصف الرعدية تعتبر مشكلة لجميع الطائرات؛ بسبب المطبات الهوائية العنيفة التي تنشأ من التيارات الصاعدة وتدفق الهواء.
الجليد-الذي يتكون على جسم الطائرة بسبب الأمطار الغزيرة-، وحبات البرد Hail الكبيرة، والرياح القوية، والبرق، جميعها يمكن أن تسبب أضرارا جسيمة للطائرة خلال وجودها في الجو.
الرماد البركاني أيضا، أحد العقبات التي يواجهها الطيران، حيث يمكن أن يضعف قدرة المحرك. من جهة أخرى تستفيد الطائرات من التيار النفاث Stream Jet من أجل تقليل استهلاك الوقود. يقوم طاقم الطائرة-قبل الإقلاع- بالإطلاع على الأوضاع المحتملة خلال الرحلة. وبالإضافة إلى ذلك، غالبا، معظم المطارات تستخدم المدارج بطريقة يمكن منها الاستفادة من الرياح المقابلة headwind، وبالتالي تقليل المسافة اللازمة لإقلاع الطائرة، ويقضي على قوة الرياح المتعامدة CrossWind

### البحرية
إن اتجاه وسرعة الرياح وتواترها، قد تكون سببا في تقليص النشاطات التجارية والترفيهية المرتبطة بالمسطحات والمجاري المائية التجارية بشكل كبير، من خلال المد والجزر، وسقوط الأمطار. كل هذه العوامل يمكن أن تؤثر على سلامة النقل البحري. وبناء على ذلك، وضعت مجموعة من الرموز-الشفرات-؛ من أجل إيصال التنبؤات الطقسية للبحرية-الخاصة بالمجال البحري- عبر الإذاعة، وعلى سبيل المثال MAFOR (التنبؤات البحرية). بينما يتم استقبال تقاريرالتنبؤات الجوية في عرض البحر بواسطة RTTY، وNavtex، وRadiofax.

### الزراعة
يعتمد المزارعون على التنبؤات الجوية لتحديد ما يتعين القيام به في أي يوم معين. على سبيل المثال، تجفيف العلف غير ممكن عمليا إلا في الطقس الجاف. فترات الجفاف الطويلة يمكن أن تدمر القطن والقمح والذرة والمحاصيل الأخرى. في حين أن محاصيل الذرة المجففة- التي دمرها الجفاف- يمكن استخدامها بديلا لتغذية الماشية في شكل العلف. الصقيع يسبب دمارا في كل المحاصيل خلال فصلي الربيع والخريف. على سبيل المثال، تعرض أشجار الخوخ –التي تزدهر في الربيع- للصقيع، يدمر محاصيل الخوخ. أيضا، بساتين البرتقال يمكن أن تتعرض لضرر كبير خلال الصقيع وانخفاض درجة الحرارة، بغض النظر عن التوقيت.
شركات المرافق العامة
شركات الكهرباء والغاز تعتمد على التنبؤات الجوية لتوقع معدل الاستهلاك الذي يمكن أن يتأثر بقوة بحالة الطقس. يستخدمونها لمعرفة درجة الحرارة التي من خلالها يمكن تحديد نسبة استخدام التدفئة أوالتبريد. هذه الكميات تستند إلى متوسط درجة الحرارة اليومي 65 فهرنهايت (18 مئوية). انخفاض درجات الحرارة، يزيد نسبة استخدام التدفئة اليومية (واحدة لكل درجة فهرنهايت)، في حين أن ارتفاع درجات الحرارة، يزيد نسبة استخدام التبريد يوميا.
في فصل الشتاء، الجو الشديد البرودة يمكن أن يسبب زيادة في الطلب على التدفئة. وبالمثل، في الصيف، فإن الزيادة في الطلب تكون مرتبطة مع زيادة استخدام أنظمة تكييف الهواء في الطقس الحار. من خلال توقع زيادة في الطلب، فإن شركات المرافق العامة، قادرة على شراء لوازم إضافية من الغاز الطبيعي والكهرباء، قبل ارتفاع الأسعار، أو كما في بعض الظروف، تكون الإمدادات مقيدة من خلال استخدام الكهرباء، وانقطاع التيار الكهربائي. وشركات المرافق العامة شركات الكهرباء والغاز تعتمد على التنبؤات الجوية لتوقع معدل الاستهلاك الذي يمكن أن يتأثر بقوة بحالة الطقس. يستخدمونها لمعرفة درجة الحرارة التي من خلالها يمكن تحديد نسبة استخدام التدفئة أوالتبريد.
هذه الكميات تستند إلى متوسط درجة الحرارة اليومي 65 فهرنهايت (18 مئوية). انخفاض درجات الحرارة، يزيد نسبة استخدام التدفئة اليومية (واحدة لكل درجة فهرنهايت)، في حين أن ارتفاع درجات الحرارة، يزيد نسبة استخدام التبريد يوميا. في فصل الشتاء، الجو الشديد البرودة يمكن أن يسبب زيادة في الطلب على التدفئة. وبالمثل، في الصيف، فإن الزيادة في الطلب تكون مرتبطة مع زيادة استخدام أنظمة تكييف الهواء في الطقس الحار. من خلال توقع زيادة في الطلب، فإن شركات المرافق العامة، قادرة على شراء لوازم إضافية من الغاز الطبيعي والكهرباء، قبل ارتفاع الأسعار، أو كما في بعض الظروف، تكون الإمدادات مقيدة من خلال استخدام الكهرباء، وانقطاع التيار الكهربائي.

### القطاع الخاص
يزداد عدد الشركات التي تقوم بدفع رسوم للحصول على تقارير التنبؤات الطقسية التي تناسب احتياجاتهم، حتى يتمكنوا من زيادة أرباحهم أو تجنب خسائر كبيرة. على سبيل المثال، سلاسل المتاجر الكبرى يمكن أن تغير المخزونات على الأرفف تحسبا للعادات المختلفة في الانفاق الاستهلاكي في مختلف الأحوال الجوية. ويمكن استخدام الارصاد الجوية للاستثمار في سوق السلع الأساسية، مثل العقود الآجلة في البرتقال والذرة وفول الصويا والنفط.

### التطبيقات العسكرية
على غرار القطاع الخاص، يقوم متنبؤ الارصاد الجوية العسكرية بعرض أحوال الطقس للمجتمع العسكري في الحرب أو السلم. التنبؤات الجوية تقدم قبل التحليق وخلال الطيران - ملخصات للطيارين- توفر حماية وقائية للموارد، والخدمات المنشآت العسكرية.